# ارمنی‌های آرژانتینی
ارمنی‌های آرژانتینی قومی هستند که در آرژانتین زندگی می‌کنند. برآوردها متفاوت است، اما بین ۷۰۰۰۰ تا ۱۲۰۰۰۰ نفر از تبار ارمنی در این کشور زندگی می‌کنند که یکی بزرگ‌ترین جوامع ارمنی در خارج از ارمنستان در سراسر جهان را تشکیل می‌دهند. هسته اصلی جمعیت از کیلیکیه، سوریه و لبنان بوده است.
این جامعه به دنبال نسل‌کشی ارمنی‌ها در اوایل قرن بیستم و در پی جنگ جهانی اول، به آرژانتین مهاجرت کردند.
بیشتر ارمنی‌ها در شهرهای بزرگ مانند بوینس آیرس، کوردوبا و روساریو ساکن هستند. در این شهرها، کلیساها، مراکز فرهنگی و سازمان‌های اجتماعی متعددی وجود دارد که به حفظ فرهنگ و هویت ارمنی کمک می‌کنند.

## تاریخچه

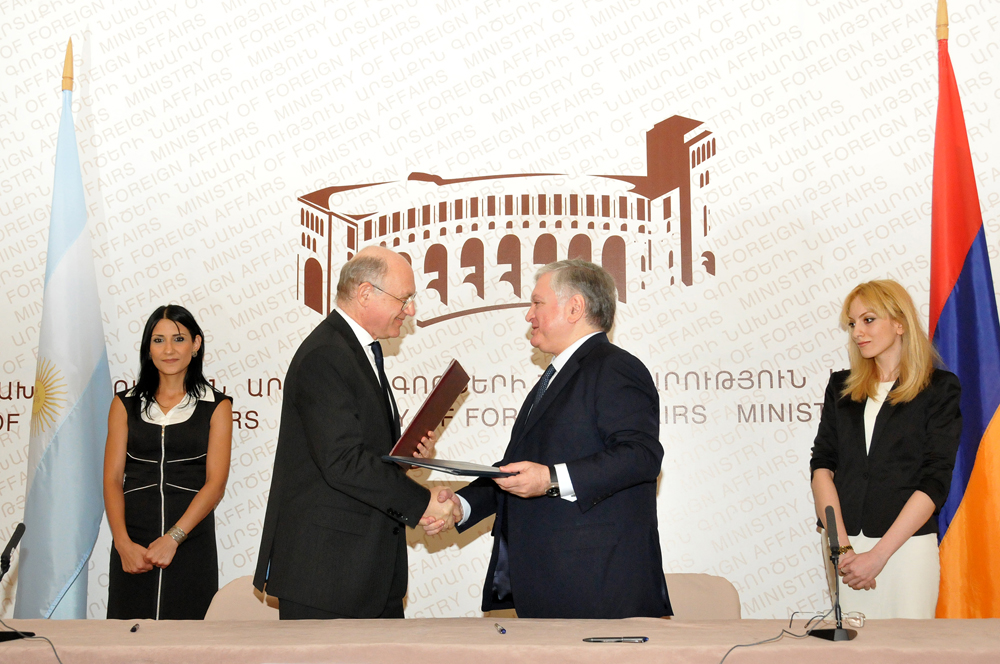
هکتور تایمرمن وزیر امور خارجه آرژانتین با ادوارد نالبندیان وزیر امور خارجه ارمنستان.

به گفته پژوهشگر کیم حکیمیان، اکثریت ارمنیان وارد شده در دهه ۱۹۲۰ از استان آدانا در کیلیکیه امپراتوری عثمانی سرچشمه می‌گیرند. بیشتر این ارمنی‌ها به دلیل تبعید و کشتار در نسل‌کشی ارمنی‌ها وطن خود را ترک کردند. مهاجران از شهرهای قهرمان ماراش، صائم‌بیلی و غازی عینتاب با هم تقریباً ۶۰ درصد از کل ارمنی‌ها کیلیکیایی ورودی را تشکیل می‌دادند. تعداد زیاد مهاجران از این شهرها ناشی از پیروی ارمنی‌ها از دوستان و اقوام خود بود که قبلاً مهاجرت کرده بودند.
پس از ورود به آرژانتین، ارمنی‌ها از همان شهر یا دهکده در کیلیکیا تمایل داشتند با هم گروه شوند و آداب و رسوم منطقه خود را حفظ کنند. سرشماری غیررسمی که توسط اوهانس در جاچادوریان در سال ۱۹۴۱ انجام شد، نشان می‌دهد که تقریباً ۷۰ درصد از ارمنی‌ها آرژانتین که از هاجین سرچشمه می‌گیرند، در محله‌های جنوبی بوینس آیرس، از جمله فلورس، نووا پومپیا و ویلا سولداتی، ساکن بودند.
برخی از این پیوندهای منطقه ای باعث ایجاد حداقل بیست سازمان در دهه ۱۹۳۰ شد. از این سازمان‌ها فقط انجمن هاجین، جامعه آنتپ و جامعه مرعش هنوز فعال هستند.
علاوه بر ورود ارمنی‌ها از کیلیکیا، بین سالهای ۱۹۱۷ و ۱۹۲۱، در طول جنگ داخلی روسیه، بسیاری از ارمنی‌های روسیه برای اجتناب از آزار مذهبی از این کشور فرار کردند. بین سالهای ۱۹۴۷ و ۱۹۵۴ بسیاری از ارمنی‌ها از اتحاد جماهیر شوروی، سوریه و لبنان در نتیجه جنگ جهانی دوم و از ایران به دلیل انقلاب ۱۳۵۷ به آرژانتین مهاجرت کردند.
جامعه ارمنی آرژانتین به دلیل تمرکز بر کلیسا، مدرسه و ساختار خانواده هویت خود را حفظ کرده است. اکثر کسانی که در اواسط دهه ۱۹۲۰ به این کشور آمده بودند از نسل‌کشی ارمنی‌ها و قتل‌عام آدانا فرار کردند. اولین ارمنی‌ها در سال ۱۹۰۸ و برخی در سال ۱۹۱۵ آمدند، اما تا سال‌های ۱۹۲۴ تا ۱۹۳۰ که حدود ۱۰۰۰۰ نفر در بوئنوس آیرس ساکن شدند، جامعه ارمنی‌ها شکل گرفت. موج‌های بعدی ورود مهاجران از روسیه، رومانی و یونان آمدند. این موج مهاجرت در اوایل دهه ۱۹۵۰ کم شد. امروزه تعداد این جامعه ۸۰۰۰۰ نفر تخمین زده می‌شود. در حالی که بقا برای آنها از اهمیت بالایی برخوردار بود، آموزش نیز در دستور کار مهاجران اولیه قرار داشت. آنها پول نداشتند و تعداد کمی از آنها به زبان خارجی صحبت می‌کردند، به همین دلیل به تحصیل توجه زیادی داشتند. بیشتر جامعه ارمنی‌ها بوئنوس آیرس را می‌توان در محله پالرمو یافت.

## فرهنگ
قبل از تأسیس کلیسا، ارمنی‌ها بوئنوس آیرس بعدازظهرهای یکشنبه در کافی شاپی در خیابان ۲۵ دی مایو که متعلق به مردی یهودی اهل سمورنا بود گرد هم می‌آمدند. کافی شاپ به چنان «مرکزی» برای ارمنی‌ها تبدیل شد که از آدرس آن برای دریافت نامه‌های خانواده و دوستان خود از خارج استفاده می‌کردند. هنگامی که پناهجویان ارمنی بیشتری به بوئنوس آیرس رسیدند، جامعه موفق شد کلیسای جامع سنت جان باپتیست، یک کلیسای انگلیسی را که در نزدیکی کافی شاپ قرار داشت، اجاره کند. دو انگلیسی با ترجمه هایگ مسکوفیان از ارمنی خطبه‌هایی را ایراد کردند.
پس از ورود اولین کشیش جامعه در حیر براساتیان، جامعه سازماندهی مذهبی بیشتری پیدا کرد. پس از اینکه جامعه ارمنی در بوئنوس آیرس با بحران‌های مالی متعددی مواجه شد، اولین کلیسای ارمنی خود را در سال ۱۹۳۸ ساخت در حال حاضر، جامعه ارمنی‌ها آرژانتین دارای ۹ کلیسای ارمنی است.